# Phora fenestrata
Phora fenestrata är en tvåvingeart som beskrevs av Goto 2006. Phora fenestrata ingår i släktet Phora och familjen puckelflugor.
Artens utbredningsområde är Taiwan. Inga underarter finns listade i Catalogue of Life.